# Watersiporidae
Famille
Watersiporidae est une famille d'ectoproctes de l'ordre Cheilostomatida.

## Liste des genres
Selon World Register of Marine Species (1 mai 2016) :
- genre Uscia Banta, 1969
- genre Veleroa Osburn, 1952
- genre Watersipora Neviani, 1896